# Een overlevende uit Warschau
Een overlevende uit Warschau is een compositie van de Oostenrijkse componist Arnold Schönberg. Het werk is geschreven voor spreker, mannenkoor en symfonieorkest; er is ook een uitgeklede versie met pianobegeleiding.

## Geschiedenis
Schönberg kreeg inspiratie voor het werk door opmerkingen van de Russische vluchteling Corinne Chochem om een werk te schrijven ter nagedachtenis van de Joodse slachtoffers van het nazitijdperk. De samenwerking tussen beiden strandde, maar Schönberg componeerde verder.

De Koussevitzky Music Foundation uit Boston sponsorde het werk toevallig; zij gaven opdracht voor een werk voor orkest, maar kregen dit werk, waarbij wel een heel orkest noodzakelijk is. Een overlevende werd gecomponeerd tussen 11 augustus 1947 en 23 augustus 1947 .
Gezien de opdrachtgever lijkt het logisch dat Serge Koussevitzky met zijn Boston Symphony Orchestra de première zou geven. Maar de dirigent van het Albuquerque Symphony Orchestra, Kurt Frederick hoorde van het werk en vroeg of hij de eerste uitvoering mocht verzorgen. Schönberg stemde toe en verlangde een muzikaal loon (de uitgeschreven partijen). Waarschijnlijk door de complexiteit van het werk werd de première verschoven van 7 september 1948 naar 4 november in Albuquerques Universiteit van Nieuw Mexico, met Sherman Smith als spreker. Koussevitzky hoorde in die tussentijd dat de première al was vergeven en gaf ook toestemming.

## Verhaal
De spreker vertelt het verhaal van een overlevende uit het getto van Warschau, die in een concentratiekamp werd opgesloten. Hij heeft echter geen idee hoe hij het getto heeft overleefd (I must have been unconscious most of the time). Voor zonsopgang hielden de Duitsers al een reveille in het concentratiekamp, of je nou sliep of niet; je kon sowieso niet slapen want je was gescheiden van alle familie en je wist niet wat hun was overkomen.

Op bevel moeten ze verzamelen, maar het gaat de Duitsers niet snel genoeg. De mensen proberen zo snel mogelijk aan het bevel te voldoen, maar ziekte, ouderdom, honger etc. verhinderen dat. De soldaten slaan de mensen om ze tot spoed aan te manen. Sommigen vallen daardoor op de grond (onder wie de verteller) en zijn niet in staat op te staan; zij worden daarbij nog verder mishandeld.
Ook hier verliest de verteller zijn bewustzijn. Hij komt weer bij als de soldaten vaststellen dat diegenen die op de grond liggen dood zijn. Zij moeten worden geteld en dat gaat de officier niet snel genoeg; hij wil beslist weten en binnen zo kort mogelijke tijd hoeveel Joden hij kan afleveren bij de gaskamers. Bij nadering van de gaskamers zingen de slachtoffers allen een Hebreeuwse hymne Sh’ma Yisrael, met teksten van Deuteronium 6:7, gerelateerd aan de dood.

## Muziek
Het werk duurt nauwelijks zes minuten, maar is voer voor allerlei meningen, speculaties en analyses. Het werk begint vrij pianissimo en bouwt via het twaalftoonstelsel steeds verder uit. Een vergelijking kan gemaakt worden met bijvoorbeeld Erwartung; dat werk kent zoveel tempowisselingen dat het niet bij te houden is. Een overlevende is een vat vol tegenstellingen, aldus Robert Craft bij de Naxos-uitgave. Allereerst is er de monotone stem van de spreker tegenover de klank van het orkest. Het orkest begint klinkend als een klein muziekensemble met uiterst dunne orkestratie, maar mondt uit in een grote orkestklank. Er worden twee talen gebruikt; het Engels van de spreker, dat vloeit met daartegenover de bevelen van de soldaten in het Duits. Tot slot is er dan nog de positie van de sprekende man (eenzaam en hopeloos) tegenover het zingende mannenkoor (samenzang).
Het begin laat meteen horen dat dit geen vrolijk werk is; een eenzame bugel speelt een dissonante tonenreeks tegenover violen en contrabassen; de muziek is schrijnend. Hoewel de spreekstem officieel geen toonhoogte heeft, klinkt deze net zo dissonant als de muziek.

## Orkestratie
- spreker en mannenkoor
- piccolo, 2 dwarsfluiten, 2 hobo’s, 2 klarinetten, 2 fagotten;
- 4 hoorns, 3 trompetten, 3 trombones en 1 tuba
- percussie waaronder pauken, trommels, triangel, tamtam, castagnetten, xylofoon, buisklokken etc. en harp
- 10 eerste violen, 10 tweede violen, vijf altviolen, vijf cello’s en vijf contrabassen.

## Vorm
Het werk bestaat uit drie delen: een instrumentale inleiding, die door een spreker wordt voorgedragen, een door orkest begeleide vertelling, en een door de trombone begeleid slotkoor op de wijze van Sch'ma Jisrael. Zowel de tekst van Schönberg, waarin drie talen voorkomen, als de muzikale expressie karakteriseren diverse lagen in dit werk. Zo wordt de brutaliteit van de Duitse bezetting van Polen tussen 1939 en 1945 door agressieve koperblazers, slagwerk en starre motorische ritmes en Duitstalige commando’s kracht bijgezet, en het meevoelen met de slachtoffers wordt door de strijkersklank van het ensemble en de soloviool (vaak in halve toonschreden) versterkt. Verder vallen - net als in vroeger werk van Schönberg – de ritmewisselingen op, die soms zelfs binnen een maat plaatsvinden, en dat in dezelfde stem of verschillende stemmen na elkaar of tegen elkaar tussen ritmes wordt gewisseld (achtsten, zestienden, tweeëndertigsten en triolen, bijvoorbeeld in maat 13, 34 en 80 t/m 88). De sprongrijke instrumentatie draagt ook aan de indruk bij van verscheurdheid.

## Materiaal
De compositie baseert zich op een twaalftoonsreeks: Fis – G – C – As – E – Dis – Bes – Cis – A – D – F – B. Deze reeks berust als de meeste van Schönbergs twaalftoonswerken op een specifieke organisatie van twee zestoonshelften (hexachorden).  Voor opus 46 betekent dit concreet een relatie tussen de eerste reekshelft in grondvorm en de een kwint hoger getransponeerde tweede reekshelft in de omkering (inversie). Daardoor vult de eerste reekshelft van de grondvorm de getransponeerde omgekeerde tweede reekshelft aan, zodat er een twaalftoonsreeks ontstaat, waarin elke toon één maal voorkomt in de reeks. Daarbij ontstaan in de reeks een overmatige drieklank (tonen 3, 4 en 5), een kleine (mineur drieklank (tonen 9, 10 en 11), en een septiemakkoord zonder grondtoon (ofwel verminderde drieklank, tonen 10, 11 en 12) die tonale aanknopingspunten geven. De overmatige drieklank C-E-As (die in elke omkering identiek klinkt) kan zowel als symbool voor de goddelijke drie-eenheid worden gezien. alsook als het 'kwaad' (bijvoorbeeld in maten 38-41 in de xylofoon). De kleine secunden kunnen als uitdrukking van het zuchten ('Seufzers') van de slachtoffers worden gezien. Volgens Mark Feezell gebruikt Schönberg diverse uitsnedes uit de twaalftoonsreeks (alsook transposities) als muzikaal structurerende elementen van het werk. Deze uitsnedes bieden de luisteraar af en toe bijna compleet tonale functies (Tonica, Dominant, Subdominant), zoals ze bijvoorbeeld in een klassieke sonate zouden kunnen voorkomen. De in het verdere verloop voorkomende toonschrede F# - G staat volgens Dieter Rexroth als Seufzermotief symbool voor het alomvattende lijden.

## Beschrijving delen

### Inleiding
Het werk begint met een schrille, in twee zestoonsgroepen verdeelde en herhaalde fanfaresignaal van de trompetten, waardoor de twaalftoonsreeks wordt ingeluid. Daarbij is de tweede zestoonsgroep B – Bes – F – A – Cis – D de omkering van de een kwint hoger getransponeerde tonen 1 tot 6 uit de originele twaalftoonsreeks waardoor tegelijkertijd (met een kleine positieverandering) de strengheid van Schönbergs twaalftoonsprincipes aan het licht treedt: namelijk het eerst laten klinken van elke toon uit de reeks voor de eerste toon terugkomt. Na deze akkoorden volgt een instrumentatietechniek die ook Webern toepaste: de zogeheten klankkleurmelodiek ('Klangfarbenmelodie') waarbij bij elke melodienoot de kleur verandert omdat deze achtereenvolgens op een ander instrument wordt gespeeld. Het geheel klinkt als een verscheurd deel. Achtereenvolgens treden kort achter elkaar op: de snaredrum, de houtblazers en strijkers, de piccolo, de tremolo-strijkers, weer de snaredrum, de cello's, de xylofoon en in het zeer hoge en lage register pizzicato bespeelde strijkers. De instrumentatie wisselt vaak per maat. Het zo kort op elkaar afwisselen van hoog en laag doorbreekt het verwachtingspatroon van de klassieke luisteraars. De toepassing van trillers en toonsherhalingen stelt ook door de mechanische wijze van componeren de klassiek geschoolde luisteraars teleur en maakt het lastig een 'grijpbaar thema' te herkennen. Daarentegen krijgt het fanfaresignaalmotief in het volgende spraakgedeelte deels de themafunctie en wordt daarmee een soort leidmotief.

### Spraakgedeelte
De spraakstem reciteert vanaf maat 12 in een voor Schönberg karakteristieke spraakmelodie (Sprechgesang). Schönberg geeft op, boven en onder de notatielijn de relatieve toonhoogteverschillen aan van de stem/spraak, maar deze mogen volgens zijn eigen aanwijzing nergens als gezongen melodie klinken en moeten het karakter van spraak behouden, net als toegepaste techniek in zijn werken Pierrot Lunaire uit 1912, Moses und Aron en de Ode to Napoleon Buonaparte uit 1942. De aanwijzingen voor de spreekstem zijn echter in vergelijking tot de aanwijzingen in Pierrot Lunaire minder gedifferentieerd, en laten de spreker meer ruimte voor interpretatie. De ritmes van de spraak zijn daarentegen wel zeer nauwkeurig weergegeven. Schönberg zei hierover het volgende:
„[…] Sie (Anmerkung: die Sprechstimme) darf niemals so musikalisch ausgeführt werden wie meine anderen strengen Kompositionen. Niemals darf gesungen werden, niemals darf eine wirkliche Tonhöhe erkennbar sein. Das heißt, dass nur die Art der Akzentuierung gemeint ist. […] Das ist sehr wichtig, weil durch Singen Motive entstehen und Motive ausgeführt werden müssen. Motive erzeugen Verpflichtungen, die ich nicht erfülle“
Of deze door Schönberg gebruikte techniek een speciale focus op deze bijzondere tekst moet leggen, of dat het gebruik ervan slechts een compositorische voortzetting is van een uitdrukkingsmiddel dat hij reeds in Pierrot Lunaire gebruikte laat de componist in het midden.
Het fanfaremotief van de eerste maat krijgt in het spraakgedeelte (zie maat 25-28 als wekfanfare bij het ochtendappel en maten 31-35 bij het telappel) de functie van leidmotief. In de orkestbegeleiding treden steeds voor korte tijd individuele instrumenten (of instrumentgroepen) naar voren (strijkers, blazers, xylofoon, soloviool). Hun functie is vooral het toevoegen van 'kleur' of timbre. Zelfstandige motieven of stukken reeks komen slechts als aanzetjes of fragmentjes voor. Daarbij ageren de instrumenten - de oplopende en afnemende opwinding van de tekst volgend - vaak in voor het betreffende instrument qua ligging (toonhoogte) en dynamiek (sterkte) extremen. Hierdoor ontstaan extreem contrastrijke klankwerkingen die nog versterkt worden door gedeelten waar slechts de spreker (solistisch) te horen is.

### Gelaagdheid in het spraakgedeelte
Het spraakdeel valt op grond van de tweemaal in maat 12 en 54 optredende tekst "I must have been unconscious (ik moet bewusteloos geweest zijn)" zowel tekstueel als muzikaal in twee grotere gedeeltes te verdelen. Beide delen bestaan elk weer uit een rustiger en opgewondener gedeelte, waardoor een vierdeling kan worden gezien. De discontinuïteit van de objectief-chronologische en subjectief-gevoelde tijd in het verhaalverloop spiegelt zich ook af in de muzikaal-motivische vormgeving.
In het eerste gedeelte bericht de verteller dat hij zich op grond van lange bewusteloosheid niet meer alles kan herinneren. Het zingen van Sch'ma Jisrael staat hem echter nog helder voor de geest. Daarna komt hij op de voor hem onheldere weg in de richting van Warschau, waar hij lang gewoond heeft. De muziek van dit gedeelte is spaarzaam en doordrenkt van vele rusten. Bij het bericht over het zingen van Sch'ma hoort de luisteraar diepe stijgende strijkersklanken.
In het volgende meer opgewonden gedeelte schildert de verteller het ochtendappel, de zorgen over de naasten, de angst voor de hogere militairen en de brutale behandeling door de soldaten. De commando's van de majoor klinken in het Duits, in het Berlijnse dialect: „Achtung! Stilljestanden! Na wirds mal? Oder soll ich mit dem Jewehrkolben nachhelfen?“ Tegen het einde van het deel wordt de verteller in elkaar geslagen en verliest het bewustzijn. De muziek van dit gedeelte is hectischer en omspant een grotere dynamische reikwijdte. De zorgen om de naasten worden door een klagende soloviool (naar "how could you sleep") uitgedrukt. Bij de beschrijving van het klagen en zuchten van de gewonden bereikt de muziek met dichte strijkersklanken een dramatisch hoogtepunt.
De muziek van het derde gedeelte lijkt op het eerste. De half-bewusteloze verteller kan zich alleen nog de woorden van de soldaten herinneren, die zeiden dat alle personen gedood en weggesleept moeten worden.
In het vierde gedeelte laat de majoor de Joden op telappel aantreden, om – naar zijn eigen woorden – te weten hoeveel personen hij aan de gaskamers moet afleveren. Bij het hertellen beginnen de Joden het 'Sch'ma Jisrael te zingen. De muziek lijkt hier in gespletenheid op het tweede gedeelte. Tegen het einde klimt de klank in dichtheid en sterkte op naar het volgende koorgedeelte.
Het spraakgedeelte zorgt er hierbij voor dat er een meerlagige opbouw plaatsvindt: via Ich (ik) en Du (jij) naar Wir (wij).
„Der Bericht ist in der Ich-Form geschrieben. Dieses Ich tritt dann in der zweiten Strophe zu einem Du in Beziehung. Dieses Du - das ist der Mensch in totaler Einsamkeit und Isolierung, in dem sich zugleich das Ich erfährt und wiedererkennt. Die Folge dieser Ich-Du-Beziehung ist dann im 4. Abschnitt das Wir, das schließlich im solidarischen Gesang des Chores, im Schema Israel aufgehoben wird. Die Verlorenheit des Menschen im brutalen Würgegriff unmenschlicher Bestialität wird im gemeinschaftlichen Glaubensbekenntnis gebannt.“

### Sch'ma Jisrael
In tegenstelling met het voorgaande deel staat - zoals de verteller in het spraakgedeelte zei - de lang vergeten en verwaarloosde geloofsbelijdenis Sch'ma Jisrael, dat door een mannenkoor unisono gezongen wordt en al in het eerste deel in maat 18-21 instrumentaal als een kleine uitsnede te horen was. Aan het volk van Israël wordt in dit gedeelte uit de geloofsbelijdenis voorgehouden (Deuteronomium 6, 4-7) om niet te vergeten, dat hun God een uniek en ondeelbaar wezen is, die geloofd en geliefd dient te worden. Het koor wordt door strijkers en koperblazers ondersteund. Tot slot treedt nog eens de grondvorm van de twaalftoonsreeks op. Deze grondvorm kent opvallende gelijkenissen met kenmerken van traditionele Europees-Joodse muziek. Een voorbeeld is de dalende kleine secunde Gis-G aan het einde van de eerste zes tonen, die voor de eerste toonafstand in de joodse (en Spaanse) frygische toonladder kenmerkend is. De 'omkeringsbestendige' overmatige drieklank As-C-E op de woorden Adonoy eloheynu Adonoy ehod (maat 2-5 van het notenvoorbeeld) kan als symbool voor de eenheid en onveranderbaarheid van God worden gezien. Hans Heinz Stuckenschmidt wijst hier op de parallellen met de opera Les Dialogues des Carmélites van Francis Poulenc uit 1957, waarin de ter dood veroordeelde karamelieten ook een religieus lied inzetten.

## Discografie
Er zijn diverse opnamen van het werk:
- Columbia SBRG 72119-20: CBC Symphony Orchestra; Robert Craft, dirigent
- CBS 76577: BBC Symphony Orchestra; Pierre Boulez, dirigent
- KOCH : London Symphony Orchestra, weer Craft (opname jaren 90) (niet meer verkrijgbaar)
- Naxos: Philharmonia Orchestra ; wederom Craft (opname 2007)
- DGG: Wiener Philharmoniker; Claudio Abbado
- EMI: City of Birmingham Symphony Orchestra; Simon Rattle
- Staatskapelle Dresden; Giuseppe Sinopoli
- Saarbrücken Radiosymfonieorkest ; Hans Zender